# Ahmadocoris
Ahmadocoris is een geslacht van wantsen uit de familie van de Scutelleridae (Pantserwantsen). Het geslacht werd voor het eerst wetenschappelijk beschreven door Carapezza in 2009.

## Soorten
Het genus bevat de volgende soorten:

- Ahmadocoris delbergiai (Ahmad, Moizuddin & Mushtaq, 1988)
- Ahmadocoris diffusa (Walker, 1867)
- Ahmadocoris zahidae (Ahmad, Moizuddin & . Mushtaq, 1988)